# Opération Telic
Invasion de l'Irak
Batailles
- Opération Southern Focus
- Opération Telic
- Umm Qasr
- Al Faw
- 1re Bassorah
- Nassiriya
- 1re Nadjaf
- Opération Northern Delay
- Opération Viking Hammer
- Samawa
- Kerbala
- Bagdad

- Sadr City
- 1re Falloujah
- 2e Nadjaf
- 1re Samarra
- 2e Falloujah
- 1re Mossoul
- 1re Al-Qaïm
- 1re Tall Afar
- Opération Steel Curtain
- Massacre de Haditha
- Fusillade d'Ishaqi
- 1re Ramadi
- Offensive du Ramadan
- Campagne de Diyala
- 3e Nadjaf
- Bases de Bassorah
- 2e Mossoul
- Attentat de Qahtaniya
- Opération Black Eagle
- Opération Restore Peace III
- 2e Bassorah
- Opération Bashaer al-Kheir
- Opération New Dawn

- 1re Akachat
- Opération al-Shabah
- Al-Anbar
- 3e Falloujah
- 2e Ramadi
- Youssoufiya
- 2e Samarra
- 3e Mossoul
- Massacre de Badoush
- Massacre de Tikrit
- Baïji
- 2e Tall Afar
- 2e Al-Qaïm
- Massacre de Hilla
- Tikrit
- Jourf al-Sakhr
- Zoumar
- Sinjar
- Massacres de Sinjar
- Barrage de Mossoul
- Jalula
- Saklaouiya
- Massacre de Zaouïat Albou Nimr
- Mouqdadiyah
- 3e Ramadi
- Bachiqa
- Kudilah
- Tel Asqaf
- Qayyarah
- 4e Falloujah
- Khazir
- 4e Mossoul
- 1re Kirkouk
- 3e Tall Afar
- 2e Akachat
- Hawija
- 2e Kirkouk
- 3e Al-Qaïm
- Al-Jazira

L'opération Telic est le nom de code sous lequel toutes les opérations militaires du Royaume-Uni en Irak ont été menées entre le début de l'invasion de l'Irak le 19 mars 2003 et le retrait des dernières forces britanniques restantes le 22 mai 2011. La majeure partie de la mission s'est achevée le 30 avril 2009,, mais environ 150 soldats, principalement de la Royal Navy, sont restés en Irak jusqu'au 22 mai 2011 dans le cadre de la mission de formation et de conseil irakien,. 46 000 soldats ont été déployés au début de l'opération et le coût total de la guerre s'élève à 9,24 milliards de livres sterling en 2010.